# Juan Bautista Villalba
Juan Bautista Villalba Maldonado (Luque, Paraguay; 29 de agosto de 1924-18 de abril de 2003) fue un futbolista paraguayo que se desempeñaba como extremo izquierdo o delantero durante la década de los años 40 y la primera mitad de la década de los 50. Se destacaba por su notable destreza en la definición de jugadas de gol y su velocidad en el terreno de juego. Integró la selección paraguaya durante el período comprendido entre 1945 y 1947, logrando anotar un total de 10 goles en competencias internacionales.
Fue convocado en el año 1945 para integrar la selección nacional de Paraguay por el entonces entrenador de la misma, Manuel Fleitas Solich.
Su carrera como futbolista se vio truncada a los 30 años de edad debido a lesiones graves que padeció a lo largo de su trayectoria deportiva.

## Clubes
| Club                        | País      | Año       |
| --------------------------- | --------- | --------- |
| Club General Aquino (Luque) | Paraguay  | 1940-1941 |
| Sportivo Luqueño            | Paraguay  | 1941-1947 |
| Club Atlético Huracán       | Argentina | 1947-1948 |
| Boca Juniors                | Colombia  | 1948-1950 |
| Ciclista Lima               | Perú      | 1951      |
| Club Olimpia                | Paraguay  | 1952-1954 |